# Референдум о независимости Косова (1991)
Референдум о независимости Косова проходил с 26 по 30 сентября 1991 года на территории Автономного края Косова и Метохии. Провозглашение независимости произошло 22 сентября 1991 года. Около 99 % голосовавших при явке 87 % высказались за независимость. Референдум был бойкотирован сербами, живущими в Косове и по факту состоялся только на территории муниципалитетов, где преобладало албанское население. Жители муниципалитетов с преобладанием сербского населения, находившиеся под контролем властей Сербии, не приняли в нём участия, однако самопровозглашенные депутаты Скупщины Косова по результатам референдума объявили о выходе всей территории Косова из состава Сербии. Однако, лишь в феврале 2008 года парламент Косово принял акт о независимости.

## Требования
Для того, чтобы провести референдум, требовалась явка не менее 66,7 %, и не менее 50 % в поддержку независимости.

## Результаты
| Вариант                        | Голосов   | %     |
| ------------------------------ | --------- | ----- |
| За                             | 913 705   | 99,98 |
| Против                         | 164       | 0,02  |
| Испорченых бланков             | 933       | —     |
| Всего                          | 914 802   | 100   |
| Зарегистрированных избирателей | 1 051 357 | 87,01 |
| Source: Direct Democracy       |           |       |

## Международная реакция
Единственным государством — членом ООН, признавшим референдум, стала Албания. Решение о признании референдума было одобрено 21 октября.